# Liops
Liops es un género de arácnido  del orden Opiliones de la familia Gonyleptidae.

## Especies
Las especies de este género son:
- Liops hexabunus
- Liops inermis
- Liops veneficus